# Justiciinae
- Commons
- Wikispecies

Justiciinae é uma subtribo da família Acanthaceae, subfamília Acanthoideae, tribo Ruellieae.
Apresenta os seguintes gêneros:

## Gêneros
Afrofittonia - Ambongia - Ancistranthus - Angkalanthus - Anisacanthus - Anisotes - Anthacanthus - Aphanosperma - Ascotheca - Asystasia - Ballochia - Brachystephanus - Calycacanthus - Carlowrightia - Celerina - Centrilla - Cephalacanthus - Chalarothyrsus - Chamaeranthemum - Chileranthemum - Chlamydocardia - Chlamydostachya - Chorisochora - Clinacanthus - Clistax - Codonacanthus - Conocalyx - Cosmianthemum - Cyclacanthus - Cylindrosolenium - Danguya - Dasytropis - Dichazothece - Dicladanthera - Dicliptera - Ecbolium - Filetia - Fittonia - Forcipella - Glossocheilus - Graptophyllum - Gypsacanthus - Harpochilus - Henrya - Herpetacanthus - Hoverdenia - Hypoestes - Ichtyostoma - Isoglossa - Jadunia - Juruasia - Justicia - Kalbreyeriella - Linariantha - Mackaya - Marcania - Megalochlamys - Megalostoma - Megaskepasma - Melittacanthus - Metarungia - Mexacanthus - Mirandea - Monechma - Monothecium - Odontonema - Oplonia - Oreacanthus - Pachystachys - Pelecostemon - Peristrophe - Phialacanthus - Podorungia - Poikilacanthus - Populina - Pranceacanthus - Pseuderanthemum - Pseudodicliptera - Pseuderanthemum - Psilanthele - Ptyssiglottis - Pulchranthus - Razisea - Rhinacanthus - Ritonia - Rungia - Ruspolia - Ruttya - Samuelssonia - Sapphoa - Schaueria - Sebastiano-Schaueria - Spathacanthus - Sphinctacanthus - Stenostephanus - Streblacanthus - Tessmanniacanthus - Tetramerium - Thysanostigma - Trichaulax - Trichocalyx - Xerothamnella - Yeatesia